# Звежинець-Малий
Звежинець-Малий (пол. Zwierzyniec Mały) — село в Польщі, у гміні Домброва-Білостоцька Сокульського повіту Підляського воєводства.
Населення — 89 осіб (2011).
У 1975-1998 роках село належало до Білостоцького воєводства.

## Демографія
Демографічна структура станом на 31 березня 2011 року:
|          | Загалом | Допрацездатний вік | Працездатний вік | Постпрацездатний вік |
| -------- | ------- | ------------------ | ---------------- | -------------------- |
| Чоловіки | 52      | 12                 | 35               | 5                    |
| Жінки    | 37      | 3                  | 26               | 8                    |
| Разом    | 89      | 15                 | 61               | 13                   |